# منتجات الدم الملوثة الخاصة بالناعور
كانت منتجات الدم الملوثة الخاصة بالناعور مشكلة صحية عامة خطيرة من أواخر سبعينيات القرن الماضي حتى عام 1985.
تسببت هذه المنتجات في إصابة أعداد كبيرة من مرضى بالناعور بفيروس نقص المناعة البشرية والتهاب الكبد سي. كانت الشركات المتورطة في الأمر شركة ألفا ثيربيوتك ومعهد ميريو (الذي أصبح فيما بعد شركة رون بولينك رورر، وهي الآن تابعة لسانوفي) وشركة باير ومختبرات كاتر البيولوجية التابعة لها وشركة باكستر العالمية وهينلاند للصيدلانيات التابع لها. تتراوح تقديرات الإصابة بفيروس عوز المناعة بين 6000 إلى 10000 لدى مرضى الناعور في الولايات المتحدة.
يعد العامل الثامن بروتينًا يساعد على تخثر الدم، ولا يستطيع المصابون بالناعور إنتاجه بأنفسهم بسبب الطبيعة الجينية لمرضهم. يمكن لمرضى الناعور إيقاف النزف أو منع بدء النزف عبر حقن العامل الثامن؛ إذ يستخدمه البعض ثلاث مرات في الأسبوع.

## التفاصيل في كل بلد

### كندا
في كندا، بحلول الوقت الذي بدأت فيه اختبارات الدم في أواخر عام 1985، أصيب نحو 2000 شخص بفيروس نقص المناعة البشرية ووصل عدد المصابين بالتهاب الكبد سي إلى 60 ألف شخص. رُفعت ثلاث دعاوى ضد الصليب الأحمر الكندي من قبل أشخاص نُقل إليهم دم ملوث وتوفي اثنان منهم لاحقًا بسبب نقص المناعة البشرية وكان الثالث مصابًا أيضًا. في أبريل عام 2001، وجدت المحكمة العليا الكندية أن الصليب الأحمر الكندي مذنب بالإهمال لفشله في فحص المتبرعين بالدم فحصًا فعالًا للكشف عن الإصابة بفيروس نقص المناعة البشرية.

### فرنسا
في فرنسا، نُقل دم ملوث بفيروس نقص المناعة البشرية لما يقدر بنحو 4000 شخص، وكان الكثير منهم مصابين بالناعور.
أدين وزير الصحة السابق لفشله في فحص الدم بشكل مناسب، ما أدى إلى وفاة خمسة أشخاص بسبب الإيدز، وتلوث دم شخصين آخرين خلال فترة هامة في عام 1985. زُج باثنين من المسؤولين الحكوميين الآخرين في السجن نتيجة استمرارهم في استخدام المخزون القديم غير المدفأ في 1985 رغم توافر المنتج المدفأ. يُزعم أن السياسيين الثلاثة ماطلوا وأخروا إدخال اختبار فحص الدم الخاص بالولايات المتحدة إلى فرنسا حتى توافر منتج فرنسي منافس وأصبح جاهزًا للبيع في السوق.

### إيران
في إيران، خضع الرئيس السابق لمركز نقل الدم الإيراني للمحاكمة عام 2001 (الدكتور فرهادي مع طبيبين آخرين) وواجه عدة تهم منها الإهمال لاستيراد إمدادات ملوثة بفيروس نقص المناعة البشرية من فرنسا بعد إصابة المرضى بفيروس نقص المناعة البشرية. جاءت القضية في أعقاب شكاوى من عائلات نحو 170 شخصًا مصابًا بالناعور أو مرض ثلاسيميا الدم بينهم العديد من الأطفال.
قالت وزارة الصحة الإيرانية إن نحو 300 إيراني تلقوا الدم الملوث. تعد إيران الدولة الوحيدة التي لم تتلق تعويضات من فرنسا، بحسب وكالة فارس الإخبارية. أثارت زيارة لوران فابيوس لإيران بعد الاتفاق النووي الإيراني (أول زيارة له بعد فضيحة الدم الملوث) جدلًا وغضبًا لدى بعض الإيرانيين وعلى مواقع التواصل الاجتماعي.

### العراق
في عام 1986، كشف مسؤولون من وزارة الصحة في عهد صدام حسين عن وجود ما لا يقل عن 115 عراقي مصاب بالناعور أصيبوا بمرض الإيدز بسبب عوامل التخثر المستوردة من فرنسا والنمسا. وفقًا لسعيد حقي، مدير جمعية الهلال الأحمر العراقي، أُصيب نحو 189 فردًا من مرضى الناعور، تتراوح أعمارهم بين 6 أشهر و18 عاما، بفيروس نقص المناعة البشرية من منتجات الدم التي باعها معهد ميريو وإيميونو للعراق بين عامي 1982 و1986؛ وانتشر الفيروس من خلال الاتصال الجنسي أو الولادة أو الرضاعة الطبيعية إلى نحو 50 عراقيًا آخر قبل أن تُكتشف الإصابة.
في أغسطس عام 2005، رُفعت دعوى قضائية من قبل 35 ناجيًا أو ما يقارب ذلك إلى جانب عائلات المتوفين وجمعية الهلال الأحمر العراقي ضد وزارة الصحة ومعهد ميريو الفرنسي وشركة إيميونو آيه جي في النمسا، وهما شركتان ضمتا المؤسسات التي باعت منتجات الدم الملوثة للعراق. أصبح معهد ميريو الآن جزءًا من سانوفي أفينتيس، في حين استحوذت شركة باكستر العالمية على إيميونو أيه جي في عام 1996.
تحدث العديد من مرضى الناعور مع صحيفة نيويورك تايمز في عام 2006 عن الحياة في ظل حكم صدام. أُجبروا على «توقيع تعهد بعدم العمل أو الزواج أو الذهاب إلى المدرسة أو استخدام حمامات السباحة العامة أو صالونات الحلاقة أو زيارة عيادة الطبيب أو إخبار أي شخص عن مرضهم»، وفي حال خرقهم للقواعد يعاقبون بالإعدام. كانت منازل العائلات تحمل تحذيرات، تخبر الجيران بالابتعاد لأن المنزل ملوث بفيروس نقص المناعة البشرية، ولم يُسمح بالزواج حتى للأشقاء غير المصابين. تلقى المصابون بالناعور نحو 35 دولارًا أمريكيًا في الشهر كمساعدة حكومية حتى عام 2006، ولكنهم لم يتلقوا أي دواء لفيروس نقص المناعة البشرية.

### أيرلندا
عُقدت محكمة ليندسي في أيرلندا عام 1999 للتحقيق في إصابة مرضى الناعور بفيروس نقص المناعة البشرية والتهاب الكبد الوبائي بسبب منتجات الدم الملوثة التي قدمها مجلس خدمات نقل الدم.

### إيطاليا
ذكر أنجيلو ماغريني، رئيس جمعية مرضى الناعور، حدوث 1300 حالة وفاة في إيطاليا حتى عام 2001، من بينها نحو 150 طفلًا بسبب عمليات نقل الدم الملوث منذ عام 1985.
في يونيو عام 2001، أمرت محكمة إيطالية في روما وزارة الصحة بدفع تعويضات لنحو 351 شخصًا أصيبوا بفيروس نقص المناعة البشرية والتهاب الكبد الوبائي بسبب عمليات نقل الدم. قالت المحكمة إن الوزارة كانت بطيئة للغاية في اتخاذ تدابير لمنع انتشار الفيروس عن طريق التبرع بالدم، ولم تجر فحوصات مناسبة للبلازما والمنتجات المشتقة من البلازما. كان قد لقي نحو 100 من الضحايا حتفهم آنذاك، ولكن قضت المحكمة ن عائلاتهم ما تزال تستحق التعويض.

### اليابان
لم تحظر وزارة الصحة في اليابان المنتجات غير المدفأة حتى ديسمبر 1985، على الرغم من علمها بأنها ملوثة. نتيجة لذلك، تعرض أكثر من 1400 ياباني مصاب بالناعور لفيروس نقص المناعة البشرية، ويعتقد أن أكثر من 500 منهم توفي بحلول عام 2001.
في نوفمبر عام 1995، جرت تسوية قضية تتعلق بيابانيين مصابين بالناعور، نتج عنها دفع 420 ألف دولار لكل ضحية، منها 235 ألف دولار من الصناعة والباقي من الحكومة اليابانية. كانت هذه النتيجة أكبر بكثير من النتائج التي نوقشت في قضايا الولايات المتحدة.
في فبراير عام 2000، اتُهم ثلاثة مدراء تنفيذيين سابقين لشركات أدوية ببيع منتجات دم ملوثة بفيروس نقص المناعة البشرية، وحُكم عليهم بالسجن.
مع ذلك، برأت محكمة في طوكيو في مارس عام 2001 كبير خبراء الإيدز السابق من الإهمال المهني خلال الفضيحة.

### البرتغال
في البرتغال، أصيب أكثر من 100 برتغالي مصاب بالناعور بفيروس الإيدز بعد عمليات نقل البلازما الملوثة التي استوردت ووُزعت من قبل خدمات الصحة العامة. في عام 2001، وجهت محكمة لائحة اتهام إلى ليونور بيليزا، وزيرة الصحة السابقة، لنشرها مرضًا معديًا خلال فترة وجودها في المنصب خلال ثمانينيات القرن الماضي.